# NGC 5117
NGC 5117 est une galaxie spirale barrée située dans la constellation des Chiens de chasse. Sa vitesse par rapport au fond diffus cosmologique est de 2 643 ± 18 km/s, ce qui correspond à une distance de Hubble de 39,0 ± 2,7 Mpc (∼127 millions d'al). NGC 5117 a été découverte par l'astronome britannique John Herschel en 1827.
La classe de luminosité de NGC 5117 est III-IV et elle présente une large raie HI.
En raison d'une brillance de surface égale à 14,36 mag/am2, on peut qualifier NGC 5117 de galaxie à faible brillance de surface (LSB en anglais pour low surface brightness). Les galaxies LSB sont des galaxies diffuses (D) avec une brillance de surface inférieure de moins d'une magnitude à celle du ciel nocturne ambiant.
À ce jour, huit mesures non basées sur le décalage vers le rouge (redshift) donnent une distance de 37,638 ± 4,124 Mpc (∼123 millions d'al), ce qui est à l'intérieur des valeurs de la distance de Hubble.